# Chrystus Pantokrator (ikona Andrieja Rublowa)
Chrystus Pantokrator – ikona wykonana przez Andrieja Rublowa ok. 1410, obecnie znajduje się w Galerii Tretiakowskiej w Moskwie.
W 1918 roku odkryto w Zwienigorodzie przypisywane Rublowowi trzy ikony: „Chrystus Pantokrator”, „Archanioł Michał” i „Apostoł Paweł”. Znajdowały się one w bardzo złym stanie. Najbardziej ucierpiała ikona przedstawiająca Jezusa, gdyż ocalała jedynie jedna piąta obrazu. Zachowała się natomiast okolona niebieską szatą twarz Zbawiciela patrząca wprost na widza.